# Helge Kragh
Helge Kragh, född 13 februari 1944 i Köpenhamn, är en dansk vetenskapshistoriker.
Kragh innehar två doktorsexamina, en filosofie doktor från Aarhus universitet och en doctor scientiarum från Roskilde universitet. Åren 1997–2015 tjänstgjorde han som professor i vetenskapshistoria vid Aarhus universitet. Sedan 2015 är han professor emeritus vid Niels Bohr-institutet vid Köpenhamns universitet. Han har även varit associate professor vid Cornell University i USA och ordinarie professor vid Universitetet i Oslo.
Kraghs forsknignsintressen omfattar bland annat fysikens, kemins och astronomins historia. Han har publicerat böcker inom kosmologi, en biografi över Paul Dirac, med mera.
Han är ledamot av Det Kongelige Danske Videnskabernes Selskab.